# Anastasija Potapova
Anastasija Sergejevna Potapova (russisk: Анастасия Сергеевна Потапова, født 30. marts 2001 i Saratov, Rusland) er en professionel tennisspiller fra Rusland.